# Jürgen Geschke
Hans-Jürgen Geschke (nascido em 7 de julho de 1973) é um ciclista alemão que competiu no ciclismo nos Jogos Olímpicos de Verão de 1972 e 1976.